# 溥廉
奉恩鎮國公溥廉（1854年12月12日—1898年5月3日），貝勒銜敏恪貝子載容第一子，母側室黃佳氏，其父為特通阿，和親王系第七代。
他在咸豐四年十一月（1824年）出生，光緒三年十一月（1877年）考封二等輔國將軍爵位，光緒七年閏七月（1881年）接替父親成為和親王第七代，但因為和親王並非世襲罔替的爵位，因此他的封爵只是奉恩鎮國公。
光緒二十四年閏三月（1898年）他去世，虛齡四十五岁，由次子毓璋襲封和親王系第八代。